# Sybra flavoapicalis
Sybra flavoapicalis là một loài bọ cánh cứng trong họ Cerambycidae.